# Красна Звєзда (Шадрінський район)
Кра́сна Звєзда́ (рос. Красная Звезда) — село у складі Шадрінського району Курганської області, Росія. Адміністративний центр Краснозвєздинської сільської ради.
Населення — 930 осіб (2010, 1057 у 2002).
Національний склад станом на 2002 рік: росіяни — 95 %.